# Angiolo Treves
Angiolo Treves (Torino, 1º dicembre 1900 – Torino, 8 settembre 1960) è stato uno schermidore italiano, specializzato nella sciabola. Ha vinto una medaglia d'argento ai Campionati mondiali di scherma.

## Palmarès

### Risultati élite
In carriera ha ottenuto i seguenti risultati:
Mondiali
Individuale
A squadre
- Argento nella sciabola a Varsavia 1934